# Jean-H. Dussault
Pour les articles homonymes, voir Dussault.
Jean H. Dussault : médecin et endocrinologue québécois né en 1941 à Québec et mort le 23 mars 2003.
Il fut professeur titulaire dans le service d'endocrinologie-métabolisme du Centre hospitalier de l'Université Laval. Il a mis au point un test de dépistage de l'hypothyroïdie congénitale (crétinisme).

## Distinctions
- 1980 - Prix Van Meter Award de l'American Thyroid Association
- 1982 - Mis en nomination pour le prix Nobel de physiologie ou médecine
- 1988 -  Membre de l'Ordre du Canada[3]
- 1988 - Médaille Gloire de l'Escolle
- 2000 -  Officier de l'Ordre national du Québec[4]
- 2007 - Membre du Temple de la renommée médicale canadienne